# تسمم البيرة الإنجليزية 1900

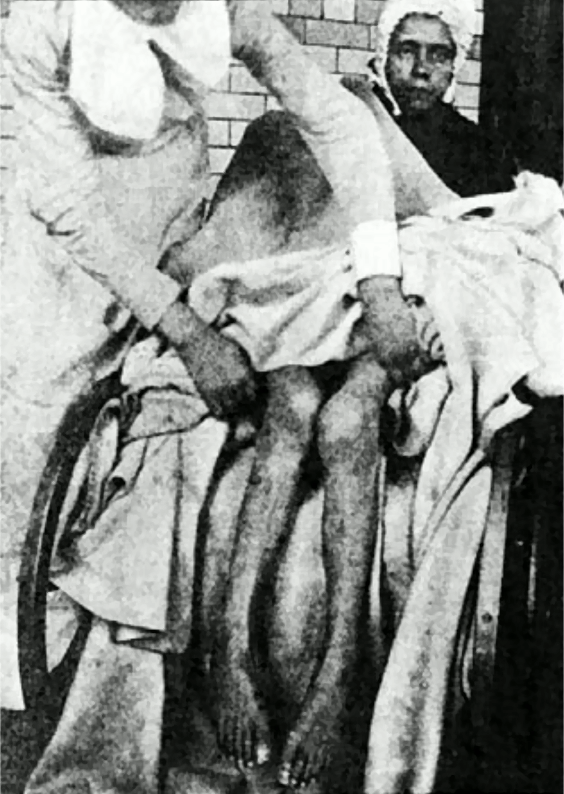
أحد ضحايا الوباء يظهر شلل كامل في الأطراف السفلية مع ضمور بها

في عام 1900 ، تسمم أكثر من 6000 شخص في إنجلترا بالبيرة الملوثة بالزرنيخ، مما أسفر عن موت 70 من مصاب. وقد كان سبب أزمة سلامة الأغذية هو دخول الزرنيخ في سلسلة التموين عن طريق السكر المشوب الذي تم إنتاجه باستخدام حمض الكبريت الملوث. وكان المرض سائداً في جميع أنحاء منطقة ميدلاندز وشمال غرب إنجلترا، بينما كانت مانشستر هي الأكثر تضرراً. شُخصت الحالة في الأصل بشكل خاطئ على أنها اعتلال عصبي كحولي، ثم تم التعرف على الوباء الرئيسي فقط بعد عدة أشهر. بالإضافة إلى ذلك، أسفر التحقيق عن أسباب تفشي الوباء إلى كشف مصادر أخرى للزرنيخ في البيرة، والتي كانت تسمم الآلاف دون علم في العقود السابقة للمأساة.

## التشخيص الخاطئ والتحقيق
و يُعد هذا التسمم الجماعي غير معتاد حيث أنه لم يُلاحظ لمدة أربعة أشهر. حيث أن الأطباء الذين زاروا المرضى الذين كانوا يشربون الخمر عادة والذين أظهروا ضعف العضلات وخدر في اليدين أو القدمين، ظنوا في البداية أن المرضى كانوا يعانون من «التهاب العصب الكحولي». ومع ذلك، لوحظت زيادة ملحوظة في عدد الحالات حيث استسلم 41 شخصًا إلى التهاب العصب المحيطي، أو التهاب العصب المتعدد أو التهاب العصب الكحولي، و 66 شخصًا كانوا يموتون من إدمان الكحول في الأشهر الأربعة للتفشي، بينما كشفت الأشهر السبعة السابقة فقط عن 22 حالة.
في نهاية المطاف كانت هذه الحالات من التهاب العصب مرتبطة بحالات تغير لون الجلد الذي كان يُعتقد سابقا أنه غير مرتبط. كما أشار إرنست رينولدز، الطبيب المسؤول عن الربط، إلى أن مادة واحدة فقط قد تسبب هذه الأعراض: الزرنيخ. هو أيضًا لاحظ أنّ من يشرب بكثرة المشروبات الروحية بدا أقل تأثرًا مِن مَن يشرب بيرة. وقام بجمع العينات لتحليلها من الحانات التي يرتادها مرضاه، والتي أكدت وجود الزرنيخ في البيرة التي يستهلكونها.

## مصدر التسمم
بمجرد تحديد مصانع الجعة المتأثرة، تم إجراء تحقيق لمعرفة مكان وجود الزرنيخ. ووجد أن الزرنيخ كان موجودًا في سكر محول قدم إلى مصانع الجعة من قبل بوستوك وشركاه من جارستون. وذلك كان من أجل خفض التكاليف في سوق البيرة الإنجليزية ذات الهامش الضئيل، فقامت بعض مصانع الجعة باستبدال الشعير عالي الجودة بشعير ذي الجودة المنخفضة والمكمل بالسكر. وكانت هذه الممارسة مثيرة للجدل إلى حد ما. وكجزء من حركة البيرة النقية، تم فتح تحقيق حول استخدام بدائل التخمير. وكان ملخص هذا التحقيق، الذي بدأ في عام 1896 وانتهى عام 1899، إلى أن بدائل التخمير لم تكن «مواد ضارة» بموجب قانون بيع الأغذية والأدوية لعام 1875 وأنه لا يوجد حاجة لتشريعات أخرى.
وأُنتج هذا السكر بواسطة التحلل الهيدرولوجي للنشاء، حيث تم تسخين النشاء مع وجود حمض من أجل تشكيل الجلوكوز. ولم تكن هذه الطريقة جديدة، وتم استخدامها تجاريًا منذ عام 1814 على الأقل. استخدم بوستوك وشركاؤه حمض الكبريتيك لإجراء التحلل المائي. هذا الحمض الذي تم شراؤه من نيكلسون وأولاده، كان مصنوعًا من البيرويت الذي يحتوي على الزرنيخ، والذي ظل في المنتج النهائي.
وقد قدم جون نيكلسون وأولاده، من ليدز، حمض الكبريتيك إلى بوستوك وشركاه منذ عام 1888. وبالنسبة لمعظم طول العلاقة التجارية، كان الحمض المقدم خالٍ من الزرنيخ. ومع ذلك في مارس 1900 بدأ نيكولسون بتزويد حمض الكبريتيك غير النقي الذي يحتوي على الزرنيخ. استمرت هذه الممارسة حتى نوفمبر عام 1900، عندما وجد أن الحمض هو سبب التفشي. ادعى ال نيكلسون أنهم لا يعرفون طبيعة استخدام بوستوك للحمض وأنه كان بإمكانهم توفير حمض خال من الزرنيخ إذا طُلِب ذلك.